# Cécilia Hornus
Pour les articles homonymes, voir Hornus.
Cécilia Hornus, née le 27 septembre 1963 à Anvers, en Belgique, est une actrice française.
Elle est surtout connue pour son rôle de Blanche Marci dans la série télévisée Plus belle la vie qu'elle interprète de août 2004 à novembre 2022, rôle qu'elle reprend en 2024 dans Plus belle la vie, encore plus belle.

## Biographie

### Origines et formation
Cécilia Hornus naît le 27 septembre 1963 à Anvers en Belgique,.
Elle a d'abord vécu à Anvers et Bruxelles jusqu'à l'âge de 7 ans, puis à Paris où elle découvre le théâtre au lycée grâce à son professeur de français
Elle entre à l'École nationale de théâtre de Saint-Germain-en-Laye, puis, en 1983, intègre avec sa sœur Alison le Conservatoire national supérieur d'art dramatique où elle se retrouve pendant deux ans dans la classe de Michel Bouquet, puis un an dans celle de Daniel Mesguich.

### Carrière
Cécilia Hornus joue depuis le 30 août 2004 le rôle de Blanche Marci dans la série Plus belle la vie.
Elle a également mis sa notoriété au service de différentes œuvres caritatives telles que le Téléthon ou encore en participant à l'émission Fort Boyard. Elle parle couramment anglais et possède de bonnes notions de russe. Elle s'implique dans l'association ELA avec d'autres comédiens de Plus belle la vie dont Dounia Coesens qui jouait sa fille dans le feuilleton.
Elle est marraine d'honneur de l'Association ELA (Association européenne contre les leucodystrophies).
Elle s'investit également dans l'Association contre le cancer du sein, Le Ruban rose.
Du 8 au 28 juillet 2013 et en 2014, elle est présente au Festival d'Avignon avec (son ami, et futur époux) son partenaire de Plus belle la vie, Thierry Ragueneau, dans la pièce Bon Anniversaire Mon Amour. La pièce est un succès et est suivie d'une tournée théâtrale dans toute la France depuis[Quand ?]2 ans.
En 2016, toujours au Festival d'Avignon, elle joue la pièce Après La Pluie de Sergi Belbel (3 nominations aux Molières et Molière du meilleur spectacle comique) dans une mise en scène de Marion Bierry.

### Vie privée
Cecilia Hornus s'est mariée en 1990 à l'acteur et réalisateur Azize Kabouche. De cette union sont nés deux enfants : Léo (né en 1993) et Emma (née en 1998) qui sont tous deux devenus acteurs.
Elle épouse en 2017 le comédien Thierry Ragueneau, rencontré  sur le tournage de Plus belle la vie et qui jouait au début de la série son époux.

## Formation
- 1983-1986 : Conservatoire national supérieur d'art dramatique de Paris, professeurs : Michel Bouquet, Daniel Mesguich, Philippe Adrien
- 1990 : Stage Tcheckhov, Stanislavski au Théâtre des Amandiers Nanterre avec les comédiens du Théâtre d'art de Moscou.
- 2004 : Stage Corneille, Brigitte Jaques-Wajeman

## Théâtre
Cécilia Hornus a joué de nombreuses pièces du répertoire classique dont voici l'historique :
- 1983-1984 : Un Homme Nommé Jésus, mise en scène Robert Hossein, Palais des sports de Paris
- 1985 : Le Cid, de Corneille, mise en scène Dominique Liquière, Festival de Carpentras
- 1986 : Les caprices de Marianne, d'Alfred de Musset, mise en scène René Jaunneau, Festival de Valréas
- 1986 : Le Nègre, de Didier Van Cauwelaert, mise en scène Pierre Boutron, Théâtre des Bouffes-Parisiens à Paris
- 1986 : La Méprise, de mMarivaux, mise en scène Philippe Adrien, Théâtre de l'Athénée-Louis-Jouvet à Paris
- 1987 : Le Capitaine Fracasse, de Théophile Gautier, mise en scène Marcel Maréchal, Théâtre de Paris, Théâtre La Criée
- 1988 : Le Malade imaginaire, de Molière, mise en scène Pierre Boutron, Théâtre Hébertot à Paris
- 1989 : La Mort de Danton, de Georg Büchner, mise en scène Klaus Michael Grüber, Théâtre Nanterre-Amandiers, TNP Villeurbanne, Maison de la culture de Grenoble, Comédie de Caen, (Festival d'automne).
- 1990 : Ottla Kafka, de Jean-Pierre Raffaelli, mise en scène Jean-Pierre Raffaelli, Théâtre La Criée à Marseille
- 1992 : Noces à Tipasa, d'Albert Camus, mise en scène Baki Boumaza, Théâtre de Beaubourg à Paris
- 1992 : Le Fou et la nonne, de Witkiewitch, mise en scène Abbes Zahmani, Théâtre de la Main d'or à Paris
- 1992 : La Belle Alphrède, de Jean de Rotrou, mise en scène Xavier Brière, Théâtre de la Main d’or à Paris
- 1993 : Dieu Merci on ne meurt qu'une fois, de Monique Henkel, mise en scène Abbès Zahmani, Festival d’Alès
- 1995 : L'Illusion comique, de Corneille, mise en scène Arlette Téphany, Théâtre national de Limoges
- 1996 : Père, d'August Strindberg, mise en scène Martine Charlet, Théâtre de l’Arsenic Lausanne
- 1996 : Les Femmes savantes, de Molière, mise en scène Gilles Bouillon, Centre dramatique de Tours
- 1996-1997 : Rodogune, mise en scène Arlette Téphany, Théâtre du Petit Montparnasse (nomination aux Molières 1997 pour meilleure pièce du répertoire) à Paris
- 1997 : L'Étau : je rêve mais peut-être pas, de Luigi Pirandello, mise en scène Martine Charlet, Théâtre 221 à Lausanne
- 1998 : Lettres d'Algérie, mise en scène Baki Boumaza, Théâtre du Grütli à Genève, Théâtre Boulimie à Lausanne
- 1998 : Après la pluie, de Sergi Belbel, mise en scène Marion Bierry, Théâtre de Poche Montparnasse (3 nominations aux Molières, et Molière 1999 de la meilleure pièce comique) à Paris
- 1999 : September, de Woody Allen mise en scène Joseph Hardy, Théâtre Mouffetard à Paris
- 2000-2001 : Après la pluie, de Sergi Belbel, mise en scène Marion Bierry, Théâtre de Poche Montparnasse à Paris
- 2001-2002 : La Sonate des spectres, d'August Strindberg, mise en scène Martine Charlet, Théâtre de l’Arsenic à Lausanne
- 2002 : Sganarelle : le Sicilien, de Molière, mise en scène Gilles Bouillon, Centre dramatique de Tours
- 2003 : La Surprise de l'amour, de Marivaux, mise en scène Gilles Bouillon, CDN de Tours, Artistics Athévains à Paris
- 2008 : À la manière d'eux, mise en scène Richard Guedj, Théâtre du Gymnase à Marseille
- 2013 : Bon anniversaire mon amour, de Thierry Ragueneau et Corinne Hyafil, mise en scène de Christian François, Festival off Avignon, Théâtre de l’Étincelle
- 2014 : Bon anniversaire mon amour, de Thierry Ragueneau et Corinne Hyafil, mise en scène de Christian François, Festival off Avignon, Théâtre des 3 soleils
- 2015 : Bon anniversaire mon amour de Thierry Ragueneau et Corinne Hyafil, mise en scène Christian François, Théâtre Comédie Bastille à Paris
- 2016 : Après la pluie de Sergi Belbel, mise en scène Marion Bierry, Festival d'Avignon off
- 2017 : Pour l'amour du fisc de Thierry Ragueneau, mise en scène Stéphan Druet, Festival d'Avignon off, puis tournée
- 2022 : La Dernière lettre de et mise en scène Violaine Arsac, Festival Off d'Avignon

## Filmographie

### Cinéma
- 1986 : Le Débutant de Daniel Janneau
- 1987 : La Vallée fantôme d'Alain Tanner
- 1991 : Au Petit Bonheur d'Azize Kabouche
- 1992 : Demain à Hollywood de J.-F. Villemin
- 1994 : Le Paradis des infidèles d'Azize Kabouche
- 1997 : Terminale de Francis Girod
- 2001 : Lettres d'Algérie d'Azize Kabouche
- 2001 : Quelque chose de mal de Namir Abdel Nesseh
- 2004 : Les Courants de Sofia Norlin

### Télévision
- 2007 : Chez Maupassant - Hautot père et fils de Jacques Treffouel
- 1988 : S.O.S disparus - L'autre planète de Maurice Frydland : Julie
- 1988 : S.O.S disparus - Fati et ses frères de Claude Grinberg : Julie
- 1989 : S.O.S disparus - L’eau bleue de Daniel Losset : Julie
- 1989 : S.O.S disparus - Marie la nuit de Pierre Boutron : Julie
- 1989 : S.O.S disparus - Ce train ne prend pas de voyageurs de Jacques Renard : Julie
- 1989 : S.O.S disparus - La photo de Paul de Michel Favart : Julie
- 1991 : Cas de divorce (ép. 13 : "Anvers contre Anvers", série 26 min) : Mme Murielle Anvers
- 1994 : Le juge est une femme de Pierre Boutron
- 2004 - 2022 : Plus belle la vie : Blanche Marci (France 3)
- 2007 : L'Enfant au cœur de l'école
- 2012 : Joséphine, ange gardien : Suivez le guide
- 2012 : À la recherche du droit de Virgile Bayle et Jason Roffé : Marie
- 2015 :  Nina de Adeline Darraux
- 2020 : La Stagiaire, saison 5 : Marie
- 2021 : Munch, saison 4 : Amélie, la mère de Gaspard
- 2022 : Meurtres dans les gorges du Verdon de Stephan Kopecky : Marie
- 2024 : Plus belle la vie, encore plus belle : Blanche Marci (TF1)
- 2024 : Simon Coleman saison 2,épisode 5 de Nicolas Copin